# 조작주의

"개인 공간"을 조작적으로 정의하는 예.

조작주의(操作主義, operationalism) 또는 조작화(操作化, operationalization)는 존재나 다른 현상에 의해 인지되지 않지만 직접 측정이 불가능한 현상의 측정을 정의하는 과정이다.
조작주의적 개념은 영국의 물리학자 N. R. 캠벨(N. R. Campbell)이 작성한 'Physics: The Elements'(케임브리지, 1920년)을 통해 처음 제시되었다. 이 개념은 그 뒤로 인문학과 사회과학으로 퍼져나갔다. 조작화는 물리학에서 여전히 사용되고 있다.

## 같이 보기
- 대리 변수